# Ruta 3807 (Lima)
La ruta 3807, TVE 21 (en Huarochirí) o "la R" es una línea de autobús de transporte público de la ciudad de Lima, que conecta los distritos de San Juan de Lurigancho y Lurín. El trayecto de esta ruta consta de 102 paradas y dura aproximadamente entre 5 y 6 horas.

## Características
Esta ruta de transporte público está administrada por la empresa de transportes Huáscar S.A., la cual maneja también las rutas IM26, IO52 y 8521, que transitan por la urbe limeño-chalaca.

### Autorización
La ruta 3807 se encuentra autorizada por la Municipalidad Metropolitana de Lima (MML), la Municipalidad Provincial de Huarochirí (MPH) y la Autoridad de Transporte Urbano (ATU).

## Trayecto
Los autobuses de la ruta 3807 (aprox. 80) comienzan a operar a las 5:00 a.m. y terminan a las 10:00 p.m. el distrito de San Antonio de Chaclla en la provincia de Huarochirí y por los distritos de San Juan de Lurigancho, El Agustino, Santa Anita, Ate Vitarte, San Borja, Santiago de Surco, San Juan de Miraflores, Villa El Salvador y Lurín en la provincia de Lima; pasando por importantes lugares como el hospital de San Juan de Lurigancho, las estaciones San Carlos, Los Postes, Los Jardines y Pirámide del Sol, Puente Nuevo, la estación Evitamiento, el Hipódromo de Monterrico, la universidad Ricardo Palma, la estación Atocongo y la universidad Científica del Sur.

### Terminales
Su terminal de ida se encuentra en el Anexo 22 en el distrito de San Antonio y su terminal de vuelta se encuentra en urbnización Centro Industrial las Praderas, en Lurín.

### Recorrido
| Dirección                           | Avenidas y calles |
| ----------------------------------- | --- |
| Ida Hacia Lurín                     | Av. Andrés Avelino Cáceres - Av. Túpac Amaru - Pje. Olaya - Av. Miguel Grau - Av. Huayna Cápac - Av. Pachacútec - Av. Fernando Wiesse - Av. José Carlos Mariátegui - Av. Canto Grande - Av. El Sol - Av. Próceres de La Independencia - Av. Pirámide del Sol - Vía de Evitamiento - Carretera Panamericana Sur - Av. San Pedro - Antigua Carretera Panamericana Sur - Av. Industrial - Jr. Los Gallos.               |
| Vuelta Hacia San Juan de Lurigancho | Jr. Los Gallos - Av. Industrial - Antigua Carretera Panamericana Sur - Av. San Pedro - Carretera Panamericana Sur - Vía de Evitamiento - Jr. Chinchaysuyo - Jr. San Aurelio - Av. Próceres de La Independencia - Av. El Sol - Av. Canto Grande - Av. José Carlos Mariátegui - Av. Fernando Wiesse - Av. Pachacútec - Av. Huayna Cápac - Av. Miguel Grau - Pje. Olaya - Av. Túpac Amaru - Av. Andrés Avelino Cáceres. |

## Rutas relacionadas
IM26 (San Martín de Porres - San Juan de Lurigancho), IO52 (Callao - San Juan de Lurigancho), 8521 (Villa El Salvador - Jesús María), 3705 (San Juan de Lurigancho - Chorrillos).